# Otegem
Otegem est une section de la commune belge de Zwevegem, en province de Flandre-Occidentale. C'était une commune à part entière avant la fusion des communes de 1977.

## Géographie
Otegem est limitrophe des localités suivantes : Vichte, Ingooigem, Tiegem, Waarmaarde, Avelgem, Heestert et Deerlijk.

## Démographie

### Évolution démographique
- Sources : INS, Rem. : 1831 jusqu'en 1970 = recensements, 1976 = nombre d'habitants au 31 décembre[3].

## Monuments

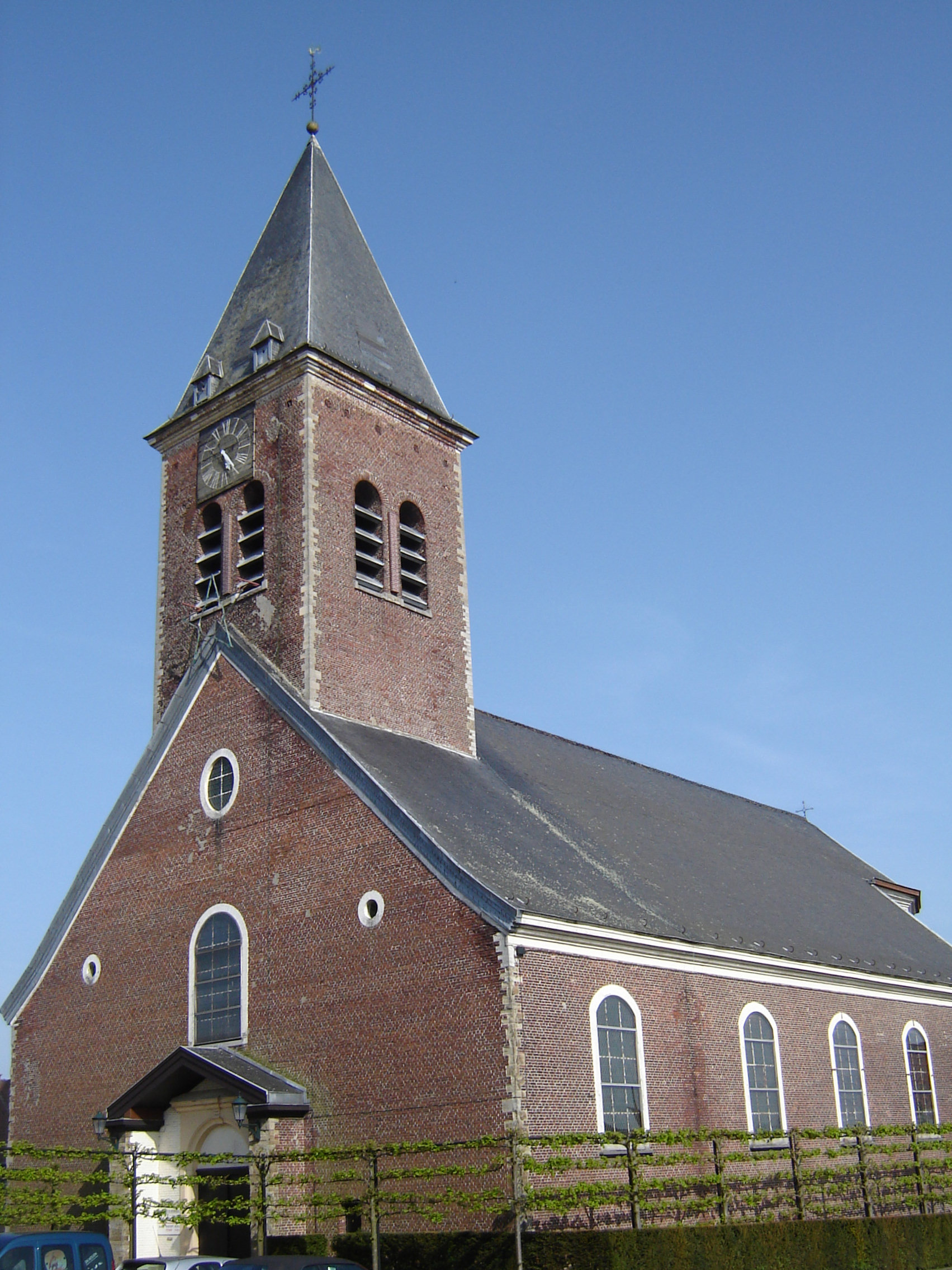
L'église Saint-Amand.

- L'église Saints-Amand -et-Anne, érigée entre 1788 et 1796 ; elle est située sur le point le plus élevé de la localité.
- La porte cochère de l'ancien château, aujourd'hui disparu, de Diesvelt (Kasteel te Diesvelt).